# مصطفى الرحيباني
مصطفى بن سعد بن عبده السيوطي شهرة، الرحيباني مولداً ثم الدمشقي: كان مفتي الحنابلة بدمشق. ولد في قرية الرحيبة وتفقه واشتهر وولي فقه الحنابلة سنة 1212 هـ وتوفي بدمشق. له مؤلفات، منها (مطالب أولي النهى في شرح غاية المنتهى) ست مجلدات في فقه الحنابلة، و(تحفة العباد فيما في اليوم والليلة من أوراد) جمعه من الأصول الستة، و(تحريرات وفتاوي) لم تجمع تقع في نحو مجلد.

## وفاته
توفي ليلة الجمعة 12 ربيع الآخر 1243 هـ الموافق 2 نوفمبر 1827 م.